# A8高速公路 (瑞士)

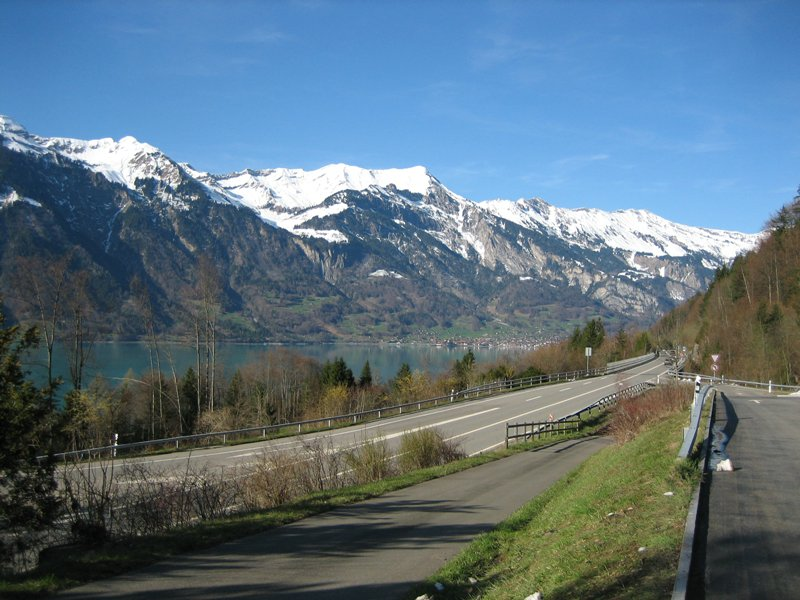
伯恩州伊瑟爾特瓦爾德附近的A8高速公路

A8高速公路（德語：Autobahn 8），是瑞士中部的一條高速公路，东北-西南走向，全長约94公里，途径上瓦爾登州、下瓦爾登州和伯恩州，连接A2高速公路和A6高速公路。